# سيف الدين قوصون
كان سيف الدين قَوصُون بن عبد الله الساقي الناصري (و. 1302م، ت. أبريل 1342م) أميرًا من الأمراء الكبائر في الدولة المملوكية أثناء عهود السلاطين الناصر محمد، والمنصور أبو بكر، والأشرف كُجُك، الذين حكموا ما بين عامي 1310 و1342 للميلاد.

## سيرته

### المنشأ
وُلد قوصون عام 1302 في سهب كِبشَك الواقع شمال البحر الأسود أثناء فترة حكم خانية القبيلة الذهبية، والتي اعتُبرت وقتها الشطر الشمالي الغربي من إمبراطورية المغول. وقيل أيضًا في مكان ولادته أنه وُلد في قرية اسمها برقة تقع بالقرب من بخارى. كان قوصون مغوليًّا، وعمل في بدايات مسيرته كتاجر. وفي عام 1320م، أبحر قوصون على متن قافلة بحرية متجهة إلى مصر حاملةً 2400 شخصًا، يُقال أن قائدها كان أخاه توغاي. حملت القافلة ابنة سلطان القبيلة الخانية أوزبك خان المدعوة طولونباي، والتي أُرسلت لكي يتزوجها السلطان المملوكي الناصر محمد. وصلت القافلة إلى الإسكندرية في يوم 5 مايو 1320م، وهاجر قوصون لاحقًا إلى عاصمة المماليك القاهرة ليُتاجر بسلعه.

### منصبه كأمير في عهد الناصر محمد

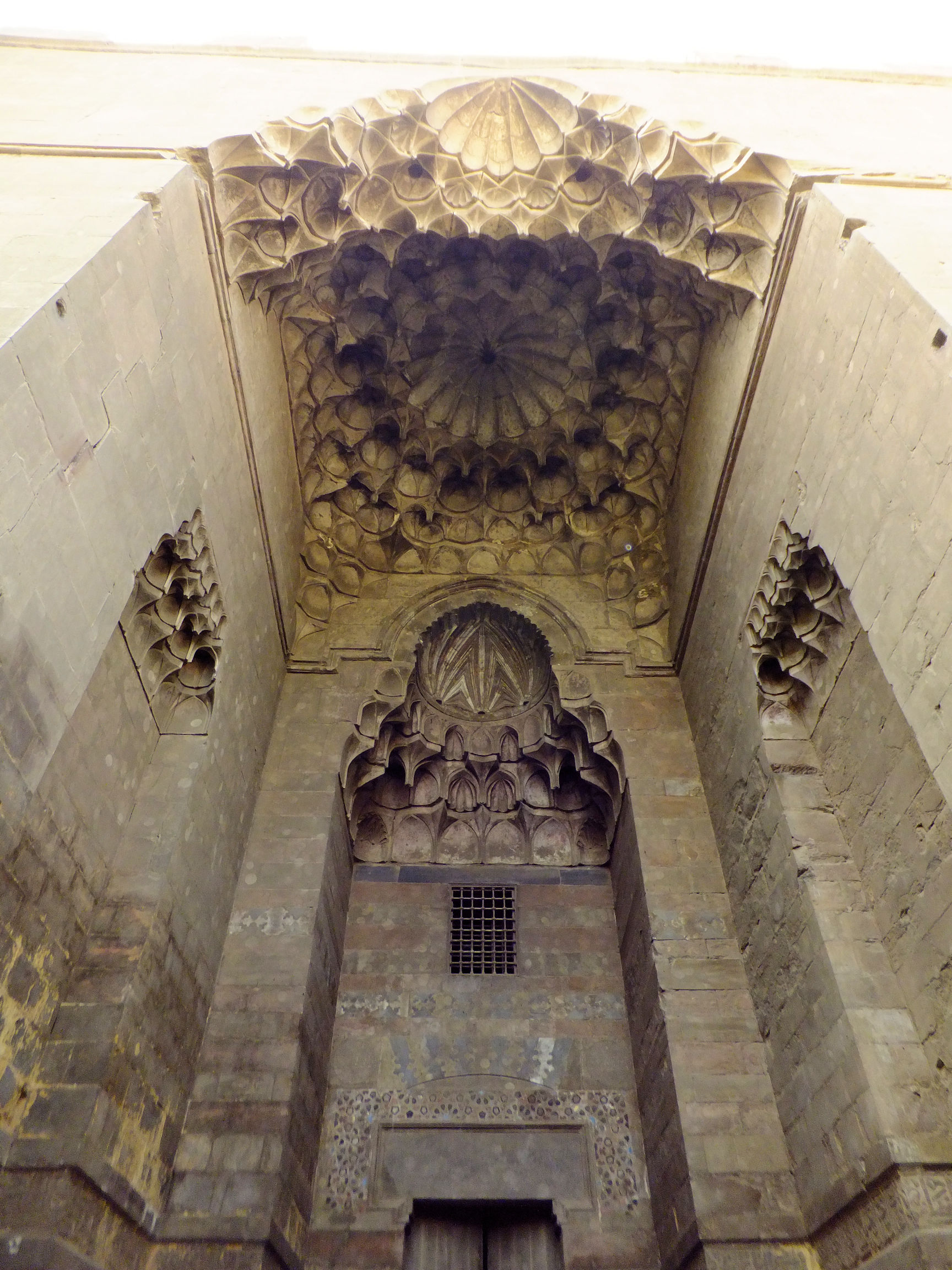
مدخل قصر قوصون الذي بُني في ثلاثينات القرن الرابع عشر بالقرب من قلعة صلاح الدين الأيوبي في القاهرة، وبات اليوم شبه مدمرًا

أثناء مسيرته في تجارة بضائع الجلد، التقى قوصون صدفةً بإحدى مربي خيل السلطان الناصر محمد، مما أدى إلى لقاء بالسلطان نفسه، والذي أُعجب بمظهر قوصون الشخصي؛ فقد وصفته المصادر المملوكية لاحقًا بكونه طويل القامة، ووسيم الهيئة، ويافع المظهر. بعد أن علم السلطان بأن قوصون لن يمكث في مصر إلا مؤقتًا، أصر السلطان على أن يبقى عنده ويخدمه، كما عرض عليه أن يُؤتيَ بعائلته إلى مصر. وافق قوصون وباع نفسه إلى الناصر، مما جعله مملوكًا للسلطان. عمل قوصون لدى السلطان أولًا كأحد سُقاتِه الخاصة، ثم كعضو من خاصكيَّته (أي حاشية السلطان الخاصة) التي تحوي 40 رجلًا. ازدادت رتبة قوصون لدرجة أنه نُفِي ولي نيابة الجيش سُنقُر السعدي إلى طرابلس عام 1323 بمجرد إغضابه لقوصون.
عاش قوصون مسيرةً مميزة جدًّا عن باقي أنداده من الأمراء المماليك؛ فهو لم يخضع للتدريبات والتعليمات الصارمة التي خضعوا لها. سُلِّمت مسؤولية تدريب قوصون إلى أمير الناصر محمد المفضل آنذاك، بَكتَمُر الساقي. صعد قوصون وبسرعة لم يُشهد لها مثيل قبله سُلُّمَ الرتب؛ فأخذ رتبة أمير عشرة، ثم أمير أربعين، وحتى وصل في شهر مايو من عام 1326 إلى آخر وأرقى رتبة في الإمارة، أمير مئة مقدم ألف، ولم يكن سوى 24 أميرًا لهم تلك الرتبة في ذلك الوقت. تزامنًا مع ترقيته، أُعطي قوصون إقطاع الأمير سيف الدين طينال ليضيفَه إلى إقطاعه هو، في حركة لا سابقة لها. وفي العام ذاته، زوَّج الناصر محمد قوصون من ابنته، وتزوج الناصر أخت قوصون.
كانت مكانة قوصون ضمن الأمراء مميزة للغاية، وكانت له معاملة خاصة ضمنهم؛ فقد سُمح له باستعراض ثرائه علانيةً؛ فقد شوهد يمتطي حصانه وخلفه عمودان مكونة من 300 فارسٍ، وكان يصطحبه تقريبًا ثلث جيش المماليك في رحلات صيده. كان دافع الناصر محمد الأساسي لترقية قوصون هو أن يؤسس بقوصون مركز دعم خارجي ليوازن طموحات وقوى مماليكه الناصريين الآخرين الذين لم يأت بهم السلطان من الخارج مثل قوصون، ومسعاه من تلك الخظة هو أن لا تسقطه تحالفات المماليك مجددًّا مثل ما أسقطوه مرتين قبلًا.
يقول المؤرخ الإسلامي صلاح الدين الصفدي أن بكتمر كان أمير الناصر محمد المفضل، وتلاه قوصون، وكان ذلك يزعج قوصون. ولكن مع ذلك، اتفق معظم المؤرخون أن قوصون لم يكن له دور في اغتيال بكتمر وابنه أحمد بِالسُّمِّ عام 1332، بل يُقال أنهما قُتلوا في مؤامرةٍ رئسها الناصر محمد نفسه؛ فقد كان يقلق من شعبية بكتمر المتزايدة. وساعده الأمير بشتاك، الذي دُرِّب من قبل قوصون. في نفس العام، اصطحب قوصون و16 أميرًا آخر الناصرَ في أدائه للحج. ويقول أيضًا الصفدي أن قوصون كانت له يد في إلقاء القبض على نائب السلطنة الشهير تنكيز الحسامي، بعد صراع طويل بين الأميرين. ولكن وفقًا للكاتب المعاصر جو فان ستينبيرغن، لم يُذكر شيء عن ذلك في المصادر المملوكية المباشرة.

### صعوده إلى نيابة سلطنة مصر

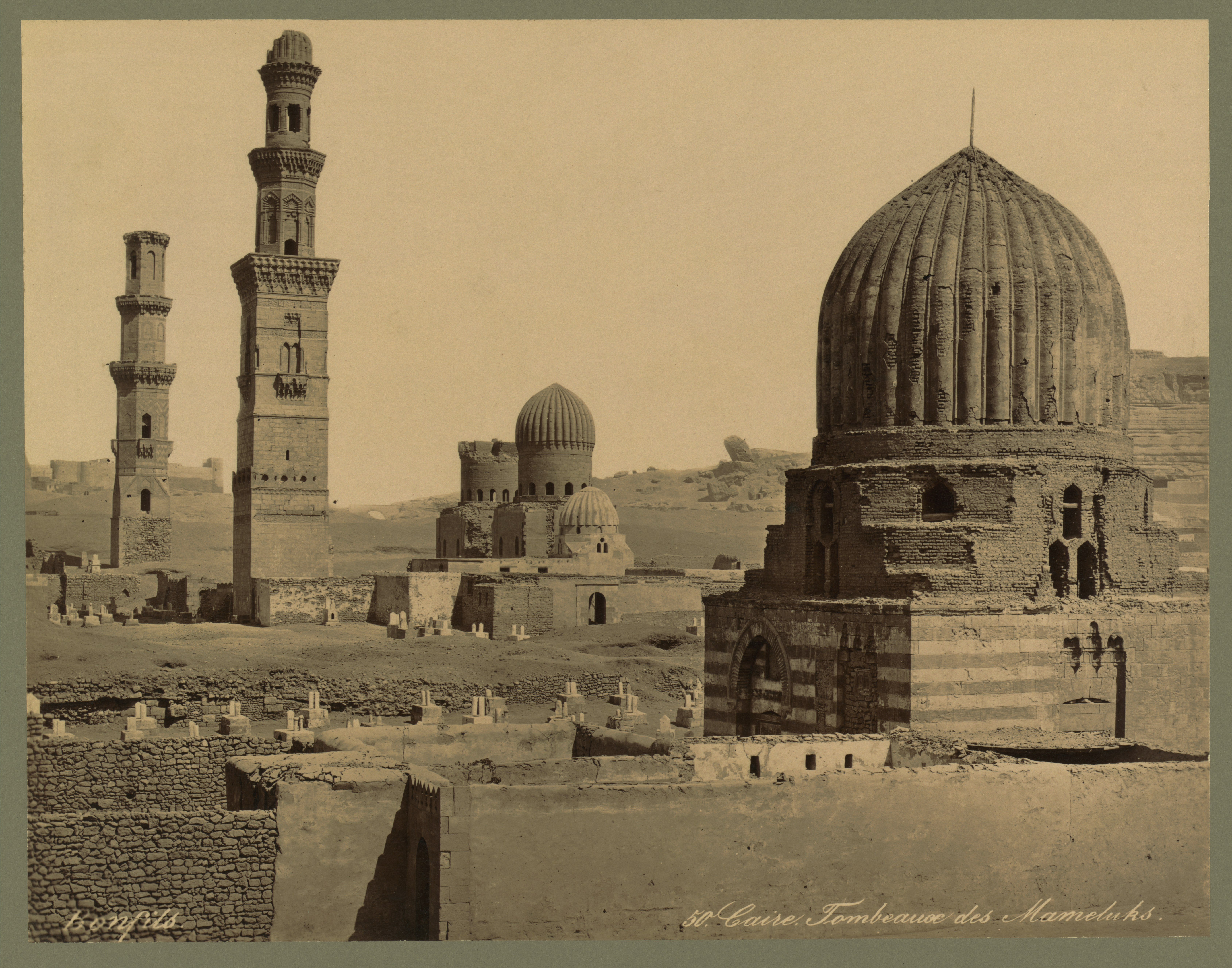
صورة التُقطت عام 1867 لبقايا مجمع أضرحة قوصون في مقبرة القرافة في القاهرة في مصر

في عام 1341، مرض الناصر وبدأ بالتفكير لانتقاء أحد أولاده سلطانًا بعده، وكان قد تُوفِّيَ ولده المفضل العام الفائت. فطلب من الأميرين قوصون وبشتاك أن يساعداه في اتخاذ قراره، وكانا هما في ذلك الوقت على وشك الحرب من شدة عداوتهما عندما اتضح أن السلطان على وشك الموت؛ فأمرهما الناصر بالتصلاح حتى يختارا سلطانًا بعده. اقترح بشتاك ابن الناصر أحمد، واقترح قوصون ابنه الآخر أبا بكر، وفي النهاية اختار الناصر ابنه أبا بكر ليحكم بعده، وعيَّن قوصونَ وبشتاك وصيانِ على أبي بكر، الذي بلغ من العمر حينها 20 سنة.
في شهر يونيو من عام 1341، تُوُفِّيَ الناصر محمدٌ، وحكم بعده أبو بكر كما اتفق الأمراء. لكن السلطة الحقيقية كانت بيد قوصون وباقي الأمراء الكبائر. لم يدم صلح قوصون وبشتاك؛ فبعد وفاة الناصر محمد بثلاثة أسابيع، سجن قوصونُ بشتاكَ، وبدأ محاولة نزع السلطة من أبي بكر نفسه. في شهر أغسطس ذاك العام، سُجن أبو بكر بتهمة قيامه بسلوك فاحش. سجن قوصون أبا بكر وستة آخرون من أبناء الناصر محمد في مدينة قوص المصرية، حيث أُعدم أبو بكر في شهر نوفمبر. قوصون رشَّح ابن الناصر محمد الأشرف كُجُك، الذي لم يكن يتجاوز عمره الخامسة أو السادسة، أن يكون سلطانًا على مصر.
بتتويج الأشرف كجك، بات قوصون نائب السلطنة، مما جعله حاكم الدولة الفعلي، وثاني أقوى شخص فيها نظريًّا (بعد الأشرف). كانت خطة قوصون لينال المعجبين والمؤيدين من المماليك الكبار، وكذلك البسيطين منهم، هي أن يدللهم بالهدايا والأموال ليكسب ولاءهم. كان لدى قوصون 700 مملوكٍ خاص به، ومع جيش ضخم وراءه، ومقدرة وصوله إلى أموال الدولة بأسرها، وتحكمه بأنظمة الإقطاع، ثُبِّتت مكانة قوصون كحاكم الدولة الفعلي.
ومع هذا، فنزع قوصون لأبي بكر وسجنه للأمير بشتاك أغضب بعض الاتحادات المملوكية. أكثر معادي قوصون تهديدًا لمنصبه كان نائب حلب تَشتَمُر الساقي، والذي بدأ بتحريض أمراء سوريا ضده. وفي الوقت ذاته، كان يحاول قوصون أن يزج بابن الناصر محمد أحمد في السجن مثل إخوته، وكان أحمد وقتها معتكف في قلعته في صحراء الكرك. رفض أحمد دعوات قوصون للسفر لتولي منصب السلطان في القاهرة، فرأى دعوة قوصون خدعةً لسجنه. لجأ أحمد بعد ذلك إلى أمراء سوريا، فساندوه في مصيبته.
عندما وصل قيصون أن أحمد قد رفض المجيء إلى القاهرة، قرر أن يجهز جيشًا يسير إلى الكرك ويقتحم قلعته، وقاد ذلك الجيش قُطلُوبْغا الفخري، والذي هجر قوصون وبايع أحمد في الكرك بدلًا منه، بعد عشرين يومًا من الحصار. بعد أن سمع الأمراء بالنزاع القائم في الكرك، اتخذ كل منهم طرفًا، فمنهم من بايع أحمد، ومنهم من بايع قوصون. ولعل أكبر داعمي قوصون وقتها أمير صفد المدعو ألطُنبُغا، وكذلك دعموه نواب حمص وطرابلس. أما قطلوبغا، تشتمر نائب حلب، وأمراء دمشقيون آخرون، فشكلوا صميم المقاومة.
عاد ألطنبغا إلى دمشق، حيث خسر المعركة ضد قطلوبغا. تمكن ألطنبغا من الفرار إلى القاهرة بعد خسارته عبر غزة، ولكنَّ عدم إمكانيته على فوز تلك المعركة أدى إلى تدهور حكم قوصون.

### فشل خطته ووفاته
رغم توزيع قوصون ثراءه على مؤيديه، خاف بغض الأمراء من طغيانه المتوقَّع إن توَّج نفسه سلطانًا على المماليك؛ فتآمروا ضده، وضموا إلى طرفهم مساعد قوصون الشخصي لكي يُخبِّئَ أحصنته لمنعه من استخدامها أثناء القتال. في أواخر شهر ديسمبر عام 1341م، شن الأمراء هجومهم المفاجئ على قوصون. لما وجد قوصون نفسه محاصرًا بلا سند ولا دعم، استسلم هو وآخر مؤيديه ألطنبغا، وسُجنوا في الإسكندرية. تُوِّج الناصر أحمد سلطانًا على المماليك، وصادر ممتلكات قوصون. في شهر أبريل عام 1342م، قُتِلا قوصون وألطنبغا وهما في السجن. ليس من المعروف إن كان الناصر أحمد هو من أمر بقتلهما. في شهر سبتمبر من عام 1345م، قُتل الأشرف كُجُك عن عمر يناهز التاسعة؛ وكان ذلك لاتهام أمه بالسحر، ولخوف العائلة الحاكمة من رجوعه إلى العرش عند كبره.